# Mária Berzsenyi
Mária Berzsenyi (* 31. Oktober 1946 in Sármellék, Republik Ungarn) ist eine ehemalige ungarische Handballspielerin, die dem Kader der ungarischen Nationalmannschaft angehörte. Nach ihrer aktiven Karriere war sie als Handballtrainerin tätig.

## Karriere
Berzsenyi, die bis zu ihrem 18. Lebensjahr Leichtathletik betrieb, erlernte erst spät das Handballspielen. Während ihres Lehramtsstudiums in Szeged lief sie ab dem Jahr 1967 für die ortsansässige Zweitligamannschaft Szegedi Tanárképző auf. Nach ihrem Abschluss im Jahr 1970 schloss sie sich dem ungarischen Erstligisten Ferencváros Budapest an. Mit Ferencváros gewann die Torhüterin in ihrer ersten Saison sowohl die ungarische Meisterschaft als auch den ungarischen Pokal. Nachdem Berzsenyi im Jahr 1971 Ferencváros verlassen hatte, gehörte sie ab dem darauffolgenden Jahr dem Kader von Goldberger SE an, für den sie bis zum Jahr 1976 auflief. Im Januar 1977 kehrte sie zu Ferencváros Budapest zurück. Anschließend gewann sie im Jahr 1977 den ungarischen Pokal sowie im Jahr 1978 den Europapokal der Pokalsieger. Im Jahr 1984 beendete sie ihre Karriere.
Berzsenyi gehörte zwischen 1972 und 1980 dem Kader der ungarischen Nationalmannschaft an, für die sie insgesamt 152-mal das Tor hütete. In diesem Zeitraum gewann sie bei der Weltmeisterschaft 1975, bei den Olympischen Spielen 1976 und bei der Weltmeisterschaft 1978 jeweils die Bronzemedaille.
Berzsenyi trainierte ab dem Jahr 1986 bis zum Dezember 1988 Ferencváros Budapest. Weitere Trainerstationen waren Borsodi Bányász (Januar 1989 bis 1992), Kisvárdai SE (1992 bis Dezember 1995), Spartacus Budapest (1995 bis 1996), Köfém SC (1996 bis 1999), Tiszaújvárosi SC (2002 bis 2003), Miskolci Honvéd (2003 bis 2005), Miskolci Sportiskola (2005 bis 2006) und Németh Toll Makó (November 2006 bis 2007).